# Σ受体
σ受体（英語： 或 ）是一类受体蛋白，能结合苯吗喃類阿片配体。人类基因组中σ受体有两种亚型，即σ1受体和σ2受体，由于药理学相似性，它们被归类为σ受体，但它们在进化上毫无关联。